# グレゴリー・スター
グレゴリー・スター（Gregory Starr）は、映画評論家・フリーライター・声優。元「プレミア日本版」編集長。
70年に渡日。建設作業員や幼稚園の先生、バンドマネージャーなど、さまざまな職を体験。映画関係の初仕事は「男はつらいよ」シリーズの英語吹き替え版の声（さくらの夫・博役）。
2003年からはジェイク・コンセプションの後を継ぎ「サントリー・サタデー・ウェイティング・バー」でバーテンダー（スタン・マーロウ）役を務め、番組終了まで出演した。

## 主な出演作品

### ラジオ
- サントリー・サタデー・ウェイティング・バー（TOKYO FM） - スタン・マーロウ役 [2]
- スカパー! 日曜シネマテーク（TOKYO FM）